# Línea G1 (TUVISA)
La línea G1 de TUVISA de Vitoria une el centro de la Ciudad con el barrio de Abechuco.

## Características
Esta línea conecta el Centro de Vitoria con el Barrio de Abechuco, las noches de los viernes, los sábados y la de las vísperas de los festivos.
La línea entró en funcionamiento a finales de octubre de 2009, como todas las demás líneas de TUVISA, cuándo el mapa de transporte urbano en la ciudad fue modificado completamente. En julio de 2014, la línea modificó su recorrido final, para dar servicio al barrio de Zaramaga tras la supresión de la Línea 5 - Zaramaga.
A partir de 2022 con una pequeña reforma para aceptar paradas a demanda para mujeres, se permite una circulación completa de la línea por el barrio de Abetxuko (ya que de normal el autobús solo realiza parada oficial en la Plaza de Kañabenta en la parte baja del barrio), similar al que hacía el autobús antes de la entrada en servicio del tranvía. Las paradas a demanda pueden solicitarse entre otras, junto a la parada del tranvía de Kristo, también junto a la Iglesia de San José Obrero para lo que se instaló una plataforma y en la calle Los Nogales donde se ubicaba la antigua parada de autobús.
También se habilita una nueva parada a demanda en la calle Luis Olariaga con Portal de Foronda, junto al parking de caravanas de Arriaga.

### Frecuencias
| noche viernes                        |        |
| de 23:00 a 06:00                     | 30 min |
| Sin servicio a las 03:30             |        |
| noche sábados y vísperas de festivos |        |
| de 24:00 a 07:00                     | 30 min |
| Sin servicio a las 03:30             |        |

## Recorrido
La Línea comienza su recorrido en la Catedral, Calle del Monseñor Cadena y Eleta. Desde este punto se dirige a la Calle Mikaela Portilla dónde entra a la Calle Lascaray para después acceder a la Avenida de Gasteiz, Calle Honduras y Portal de Foronda. Desde donde accede a la Calle Luis Olariaga. Girando a la izquierda entra al Portal de Arriaga, donde en la Plaza Venta La Caña da media vuelta para seguir por el Portal del Arriaga. Después gira a la izquierda por Cuadrilla de Vitoria y gira a la izquierda a Reyes de Navarra y accede al Portal de Villarreal que desemboca en la Calle Francia y Paz. Desde donde accede a Ortiz de Zárate, Florida, Ramón y Cajal y Luis Henitz, para entrar a la Calle Magdalena. Dónde gira a la derecha y retorna al punto inicial en la Catedral.
En algunas ocasiones a la ida hacia Abetxuko, el autobús toma una vía más rápida bajando Luis Heinz hacia Adriano VI y adentrándose después en Avenida Gasteiz; a la vuelta desde Zaramaga el autobús puede girar en la calle Independencia para llegar a Catedral por General Álava y Becerro de Bengoa. En ningún momento estos cambios en el recorrido afectan a ninguna de las paradas del servicio que presta la línea.
El recorrido puede verse ampliado en Abetxuko si una mujer solicitase una parada a demanda, recorriendo las calles Presa, Cristo, Los Nogales y Carretera Abetxuko, hasta volver al puente de acceso al barrio y realizar el recorrido oficial.

## Paradas
| KBHFa |

| HST |

| HST |

| HST |

| HST |

| HST |

| HST |

| hKRZWae |

| HST |

| hKRZWae |

| HST |

| HST |

| HST |

| HST |

| HST |

| HST |

| HST |

| KBHFe |

| KBHFa |

| HST |

| HST |

| HST |

| HST |

| HST |

| HST |

| hKRZWae |

| HST |

| hKRZWae |

| HST |

| HST |

| HST |

| HST |

| HST |

| HST |

| HST |

| KBHFe |

| KBHFa |

| HST |

| HST |

| HST |

| HST |

| HST |

| HST |

| hKRZWae |

| HST |

| hKRZWae |

| HST |

| HST |

| HST |

| HST |

| HST |

| HST |

| HST |

| KBHFe |

| KBHFa |

| HST |

| HST |

| HST |

| HST |

| HST |

| HST |

| hKRZWae |

| HST |

| hKRZWae |

| HST |

| HST |

| HST |

| HST |

| HST |

| HST |

| HST |

| KBHFe |